# Music Hath Charms
Pour plus de détails, voir Fiche technique et Distribution.
Music Hath Charms est un film britannique réalisé par Thomas Bentley, Alexander Esway, Walter Summers et Arthur B. Woods, sorti en 1936.

## Fiche technique
- Titre : Music Hath Charms
- Réalisation : Thomas Bentley, Alexander Esway, Walter Summers et Arthur B. Woods
- Scénario : L. du Garde Peach (en) et Jack Davies
- Pays d'origine : Royaume-Uni
- Format : Noir et blanc - 1,37:1 - Mono
- Genre : musical
- Date de sortie : 1936

## Distribution
- Henry Hall : lui-même
- W.H. Berry : Basil Turner
- Carol Goodner (en) : Mme Norbray
- Arthur Margetson : Alan Sterling
- Lorna Hubbard : Marjorie Turner
- Antoinette Cellier (en) : Joan
- Billy Milton (en) : Jack Lawton
- Aubrey Mallalieu (en) : Juge
- Wallace Douglas (en) : George Sheridan
- Edith Sharpe : Miss Wilkinson
- Gus McNaughton (en) : Goodwin
- John Turnbull
- Norma Varden